# 奈良市立一条高等学校・附属中学校

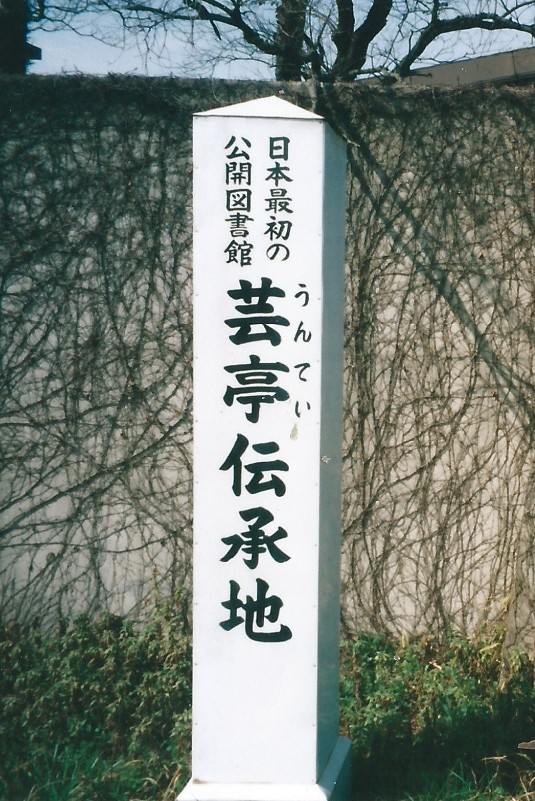
同校は日本最初の公開図書館芸亭の伝承地に所在し、校舎東側の国道24号沿いに碑が建てられている

奈良市立一条高等学校・附属中学校（ならしりつ いちじょう こうとうがっこう・ふぞくちゅうがっこう、英: Nara Municipal Ichijo High School and Junior High School）は、奈良県奈良市に所在し、中高一貫教育を実施する併設型の市立中学校・高等学校。略称は奈良一高で、通称は一条高。

## 概要
2022年（令和4年）度より併設の附属中学校の開校に伴い、奈良県内の公立では2番目の併設型中高一貫教育校となる。

### 建学の精神
一条高校が開校された時 、初代校長渡邊真澄はその出発をコロンブスのサンタ・マリア号の船出に例えた。爾来、開拓者魂（フロンティア・スピリット）をもって建学の精神としている。

### スクール・ミッション
アクティブシティズンであり、自由に生きることができる「個人」の育成

### 教育目標
教育基本法の精神と本校創設の理想にのっとり、時代の進運に即して豊かな知性と情操とを身に付け、健康で気力にあふれ、人間尊重の精神を基盤にして積極的に努力する新時代の人間を育成することにある。
学校教育の全面にわたって教育効果の向上を期するため、次の目標をかかげて努力する。
1. 国際理解の精神に生きる視野の広い人間の育成。
2. 合理的に思考し、着実な実践に努め、人権を尊重して民主的な社会を創造する人間の育成。
3. 自主的に行動できるとともに、自分の行動に責任をもつ誠実な人間の育成。
4. 規律・秩序・礼儀を重んじ、社会性と、品位のある人間の育成。
5. たくましい体力と旺盛な気力をそなえ、信念をもってねばり強く努力する人間の育成。

### スクール・ポリシー

#### アドミッション・ポリシー
- 学習活動や様々な活動を、積極的に取り組むことができる生徒
- 物事に興味関心をもち、得た知識や事実を基に自分の考えを表現できる生徒
- 個性をもちながら他者とつながり、協働して課題に取り組むことができる生徒[1]

#### カリキュラム・ポリシー
考える力

探究的な学びやProject-based Learningをつうじた深い学びを実践

英語力

外国語学習の充実（4技能5領域と第2外国語学習等）

情報活用力

ICTの有効活用（タブレット端末とスマホを併用するSuper Smart School）

人間力

あらゆる活動をつうじて粘り強く最後までやり抜く力を育成

#### グラデュエーション・ポリシー
認知的能力の育成
1. 基礎力
2. メタ認知・学び方の学習力
3. 論理的・批判的思考力
4. 課題解決・発見力
5. 創造力とイノベーション

非認知的能力の育成
1. コミュニケーション力
2. 協働性
3. 自律的活動力
4. リーダーシップ
5. グローカルな市民性[1]

## 沿革

### 略歴
1950年（昭和25年）に、「奈良市に市立学校を」との市民の熱望により、全日制課程普通科高校として現在地に設立、翌1951年に全国初の外国語科（英語科）を開設した。
1995年（平成7年）度に数理科学科、普通科人文科学コースを設置し、2006年度に人文科学科とした。2020年度に普通科科学探究コースを設置し、探究の学びを先行展開した。2022年度に附属中学校を開校し、普通科、外国語科に再編した。
2016年より2年間、民間人校長としてリクルート出身の藤原和博が就任し、よのなか科の授業等を展開した。

### 年表
- 1950年1月 - 設立認可。
- 1950年4月 - 奈良市立普通科高校として現在地に開校。
- 1951年4月 - 外国語科開設。
- 1951年9月 - 校歌制定。
- 1954年12月 - 校舎（木造）増築工事完成。
- 1957年5月 - 講堂竣工。
- 1962年11月 - 西館竣工。育友会に文部大臣表彰状。
- 1963年9月 - 本館第1期工事竣工。
- 1964年8月 - 本館第2期工事竣工。
- 1965年8月 - 記念館竣工。
- 1970年7月 - 増築校舎（図書館等西別館5教室）竣工。
- 1970年10月 - 武道場竣工。
- 1971年3月 - 第43回選抜高等学校野球大会に出場。
- 1976年5月 - 「外国語に関する学科」文部省指定研究協力校に指定。
- 1980年9月 - 創立30周年記念行事を挙行。
- 1982年10月 - 全国高校総合体育大会でバドミントン男子団体優勝。
- 1985年3月 - 本館改修工事終了、書庫改築工事完成、トレーニングセンター竣工。
- 1989年10月 - 文部省指定格技（剣道）指導推進校研究発表。
- 1990年2月 - セミナーハウス竣工。
- 1991年3月 - 外国語科推薦選抜制導入。
- 1991年9月 - 西館改修工事（パソコン教室新設・L.L.教室改善）完了。
- 1995年2月 - 分割選抜制（数理科学科・人文科学コース）導入。
- 1995年4月 - 数理科学科・人文科学コース（普通科）開設。
- 2000年1月 - 武道場改築・図書館増築工事開始。
- 2000年11月 - 創立50周年記念式典を挙行。
- 2001年1月 - 芸亭（うんてい）文武館竣工。
- 2002年2月 - 新L.L.教室完成。
- 2003年3月 - パソコン教室改善。
- 2005年4月 - 文部科学省よりスーパー・イングリッシュ・ランゲージ・ハイスクール研究開発校に指定。
- 2006年4月 - 人文科学科開設。
- 2020年 - ICHIJO HALL 2020完成。隈研吾の設計による講堂。
- 2022年4月 - 附属中学校開設[7]。

## 基礎データ

### 所在地
- 奈良県奈良市法華寺町1351

### 通学区域

#### 高等学校
- 奈良県内全域

#### 一条附属中学校
- 奈良市内全域

### アクセス
- 奈良交通「一条高校前」停留所より西へ約180m（徒歩約3分）
- 奈良交通「一条高校」停留所より北西へ約200m（徒歩約4分）
- 近鉄奈良線「新大宮駅」より北へ約800m（徒歩約12分）

### 象徴

#### 校章
校章は、奈良の八重桜に、中央は一条の「一」の上に「高」の字を重ね、附属中学校は「一」の上に「中」の字を重ねる。 
生徒たちは、校章とともに、この精神を表象するサンタ・マリア号を図案化した副章を身に付けている。

#### 校歌
校歌は、奈良市に来遊した歌壇の重鎮吉井勇に詩を戴き、東京芸術大学で教鞭を執っていた信時潔に作曲を依頼し制定に至った。歌詞は4番まであり、各番に校名の「奈良一高」が登場する。

## 設置する課程、学科及び定員
- 全日制課程
  - 普通科 - 600名（募集人員200名；一般選抜）
  - 外国語科 - 240名（募集人員80名；推薦選抜；2025年度より生徒募集停止）

### 過去に募集されていた学科
- - 普通科科学探求コース（募集人員80名；特別選抜；2020・2021年度のみ生徒募集）
  - 数理科学科（募集人員40名；特別選抜；2020年度より生徒募集停止）
  - 人文科学科（募集人員40名；特別選抜；2020年度より生徒募集停止）

### 附属中学校
- 中高一貫コース -（募集人員80名；2022年度より生徒募集開始）

## 部活動
- 野球部 -

1971年に春のセンバツ大会に出場し、 福島県立福島商業高等学校と対戦。4-8で敗れた。2009年の春季大会では奈良県立郡山高等学校を4-3で下し初優勝し、初の近畿大会出場を決めたかに思われたが、近畿大会は2009年型インフルエンザの蔓延により開催されなかった。その後県内では度々ベスト4まで勝ち上がるが、天理高等学校や立田将太（現・北海道日本ハムファイターズ）を擁する奈良県立大和広陵高等学校に惜敗し、また春のセンバツでも2012年、2013年と2年連続で奈良県の21世紀枠推薦校に選ばれたが、甲子園にはあと一歩届いていない。
- ソフトテニス部
- 卓球部
- ソフトボール部
- 男子バレーボール部
- 女子バレーボール部
- 男子バスケットボール部
- 女子バスケットボール部
- バドミントン部 -

1967年の第18回全国高等学校バドミントン選手権大会の男子団体で準優勝した。
- サッカー部 -

インターハイに8度、冬の選手権に9度の出場を果たしている。最高成績はそれぞれベスト8とベスト16。2005年は東海大学付属諏訪高等学校相手に1勝をあげたが、2回戦で準優勝した岡山県作陽高等学校に敗れた。2016〜2018年まで選手権の奈良県予選で三連覇を果たし、特に2017年はリーグ戦を含め県内無敗を達成した。
- 水泳部
- 陸上競技部
- 体操競技部
- ダンス部 -

『春の日本高校ダンス部選手権』西日本大会において、2016年、2017年入賞、『夏の日本高校ダンス部選手権』全国大会において、2010年西日本大会準優勝、2016年優秀賞。『冬の日本高校ダンス部選手権』全国大会において、2014年西日本大会入賞、2015年西日本大会入賞、2016年西日本大会3位。2018年には夏の日本高校ダンス部選手権に出場し、ビッグクラスで優秀賞（全国5位）を受賞。
- スキー部
- 剣道部
- ハンドボール部
- 少林寺拳法部
- なぎなた部
- 硬式テニス部
- 国際映画活動部
- サイエンス部
- 合唱部
- 吹奏楽部
- 書道部
- 絵画部
- 手芸部
- 料理部
- 茶道部
- 華道部
- 演劇部
- 文芸部
- 箏曲部
- 人権問題研究部
- イスパニア語部
- 写真部

## 高校関係者と組織

### 高校関係者組織
- 奈良市立一条高等学校同窓会 - 卒業生による同窓会組織
- 奈良市立一条高等学校育友会 - 生徒保護者による保護者会組織で、会員は入会金及び年会費を納入する。
- 奈良県高等学校PTA協議会 - 奈良県立教育研究所内に事務局を置くPTA協議会。奈良市立一条高等学校育友会の会員をもって会員とし、会員は単位PTA分担金として会費を納入する。

### 高校関係者一覧

#### 著名な出身者
行政
- 花山院弘匡（奈良県教育委員会元教育委員長、春日大社宮司、花山院家33代当主）

エンターテイメント
- 河瀨直美（映画監督）
- 眞山典子（女優）
- 服部美貴（タレント）
- 春川玲子（ミュージシャン/JITTERIN'JINNヴォーカル）
- ミルノ純（声優・ミュージシャン）
- 梅村賢太郎（お笑いコンビラフ次元）
- 木咲直人（俳優）

スポーツ
- 己浪学（サッカー選手）
- 櫛田亮介（ハンドボール選手）

放送
- 山本健太（日本テレビアナウンサー）
- 冨永幸（気象予報士）